# Serie C (pallacanestro femminile)
La Serie C è il quarto livello del campionato italiano di pallacanestro femminile in Italia.
È organizzato dai comitati regionali della Federazione Italiana Pallacanestro e quindi non ha una struttura né una formula fisse. Al termine della stagione, le squadre promosse vengono ammesse alla Serie B e, per quei comitati in cui è presente anche il campionato di Promozione, sono previste le retrocessioni.

## Storia
Inizialmente, era il terzo livello, sotto Serie A e B. La prima edizione è del 1951-1952 e fino al 1953-1954 si è disputato un girone finale (vinto da ANPI Viareggio, Libertas Verona ed ECI Viareggio); dal 1954-1955 i gironi su base regionale hanno espresso le proprie promozioni.
È stata declassata a quarto livello dopo l'introduzione della Serie A2 (nel 1980); a quinto livello dopo la nascita dell'A2 d'Eccellenza (dal 1994 al 1998); è tornato al quarto dopo la cancellazione di quest'ultima divisione (dal 1998 al 2003); la nascita della Serie B d'Eccellenza e poi dell'A3 lo hanno infine relegato al quinto livello (dal 2003 al 2011 e dal 2012). Dalla soppressione di A3 e Serie B d’eccellenza è diventato il quarto campionato.
Nella stagione 2014-2015 viene organizzato da tutti i comitati regionali meno quelli di: Basilicata, Trentino-Alto Adige, Umbria e Valle d'Aosta.